# Sophie Kassies
Sophie Kassies (Amsterdam, 1958) is een Nederlandse toneelschrijver.  Zij schrijft zowel voor volwassenen als voor kinderen. Haar werk is genomineerd voor toneelprijzen en een aantal van haar muziektheaterstukken voor kinderen is vertaald in het Duits.

## Biografie
Sophie Kassies studeerde in 1984 af aan de regie-afdeling van de Theaterschool Amsterdam. Zij begon haar loopbaan als regie-assistent en dramaturg, onder meer bij theatergroep De Salon van Annemarie Prins. Vanaf 1992 is zij als toneelschrijver werkzaam. Voor Theater Sonnevanck schreef zij veelvuldig muziektheaterteksten voor kinderen. Ze verwierf bekendheid met haar toneelbewerkingen van prozawerken voor regisseur Johan Doesburg van het Nationale Toneel. Met name Genesis, naar het eerste Bijbelboek, vond grote weerklank bij pers en publiek. De voorstelling werd geselecteerd voor het Nederlands Theaterfestival 2015.
Sophie Kassies werd twee maal genomineerd voor de Taalunie Toneelschrijfprijs: in 2005 voor de jeugdtheatertekst Schaap en in 2010 voor ik, calvijn. Een aantal van haar muziektheaterstukken voor kinderen werd vertaald in het Duits en in Duitsland uitgegeven. Genesis en ik, calvijn zijn uitgegeven door De Nieuwe Toneelbibliotheek.

## Toneelwerk
Kassies is schrijfster van de volgende stukken:
- OFFER - 2025
- De eeuwige jachtvelden (naar de roman van Nanne Tepper) - 2025
- Dagboek van een Dorpskoor (2023)
- 1000+1 Nacht (2023)
- Sympathy for the Devil (2022)
- Schumann & Zoon (2022)
- Een genadeloze god (2021)
- Crazy Stupid (2020)
- Pakketje met (2020)
- Lost tango - 2019
- Turks fruit (naar de roman van Jan Wolkers - 2019
- Judas (naar het boek van Astrid Holleeder) - 2018
- dood en zo - 2017
- Breaking the silence (Het oog van de stilte) - 2017
- Broer - 2017
- Helft i.s.m. Jolien van der Mee – 2016
- Dodo – 2016
- De Ziener – 2016
- Derf – 2015
- Genesis (naar het eerste Bijbelboek) – 2015
- Galileo – 2015
- Cavia! – 2015
- Wildeman – 2012
- Dwaalschot – 2012
- De Prooi (naar het gelijknamige boek van Jeroen Smit) – 2011
- A Christmas Carol (naar de vertelling van Charles Dickens) – 2010
- Woestijnwind (naar een Turks sprookje) – 2010
- Tirza (naar de roman van Arnon Grunberg) – 2009
- ik, calvijn – 2009
- Sneeuwwitje/Schneewitte – 2008
- De Graaf van Monte Cristo (naar de roman van Alexandre Dumas père) – 2006
- Oroek – 2005
- Elementaire deeltjes (naar de roman van Michel Houellebecq) – 2005
- Schaap – 2004
- De Sneeuwkoningin (naar het sprookje van H.C. Andersen) – 2003
- Hans en Grietje (naar het sprookje van de gebroeders Grimm) – 2001
- Lasso – 1999
- Tom Waits for her – 1998
- Een fantastische symfonie (bij de symfonie van Hector Berlioz) – 1997
- De doos van Pandora – 1995
- Calamity Jane – 1993
- Zinnerin – 1992

## Privé
Sophie Kassies is de dochter van Jan Kassies en danseres Louki van Oven.
- Gemeinsame Normdatei: 1062514963
- International Standard Name Identifier: 0000 0003 6919 2189
- Nederlandse Thesaurus van Auteursnamen: 073652725
- Virtual International Authority File: 287822886
- WorldCat: E39PBJyhckxQrbKFkhk9hBrcyd